# Gnophos silesiaca
Gnophos silesiaca är en fjärilsart som beskrevs av Nitsche 1926. Gnophos silesiaca ingår i släktet Gnophos och familjen mätare. Inga underarter finns listade i Catalogue of Life.